# Дмитрівка (Краматорський район)
Дми́трівка — село Краматорської міської громади Краматорського району Донецької області України. Населення становить 962 осіб.

## Історія
Наприкінці XVIII століття місцеве село Дмитрівка належало князю Антіоху Кантемиру, сину Дмитра Кантемира. Навколо були села, які належали його дітям: Алісівка, Семенівка, Софіївка, Кантемирівка, Маргаритівка, Миколаївка, Варварівка, Індюкове, Божкове, Юхимівка; 1924 року було засноване ще село Улянівка. 1966 року всі ці села об'єдналися в одне село Дмитрівка.
З вересня 1943 року по 1959 рік Дмитрівка входила до складу Андріївського району, в 1959—1962 Краматорського району, в 1963—2020 Слов'янського району.

## Населення

### Мова
Розподіл населення за рідною мовою за даними перепису 2001 року:
| Мова            | Кількість | Відсоток |
| --------------- | --------- | -------- |
| українська      | 826       | 85.86%   |
| російська       | 130       | 13.51%   |
| білоруська      | 2         | 0.21%    |
| інші/не вказали | 4         | 0.42%    |
| Усього          | 962       | 100%     |